# ستيفن نوكس
ستيفن نوكس (16 فبراير 1974 - ) (بالإنجليزية: Steven Knox)‏ هو لاعب كريكت بريطاني.

## وصلات خارجية
- ستيفن نوكس على موقع إي آس بي آن كريك إنفو (الإنجليزية)